# 黄鹄号
黄鹄号是中國研制的第一艘蒸汽轮船，於1865年試航成功。
黄鹄号由曾国藩下令建造和命名（一說由曾紀澤命名），由徐寿、徐建寅父子和华蘅芳負責建造。1865年（一說1866年），黄鹄号在南京试航成功。黄鹄号船载重25吨，船长55华尺，內有高压蒸汽机，顺流时速可達32里，逆流时速18里。黄鹄号建成後供曾国藩个人使用。1867年，黄鹄号驶往上海，由江南制造局管理。由于江南制造局疏於维护，黄鹄号最終因船壳渗漏沉没于黄浦江。